# 2947 Кіппенган
2947 Кіппенган (2947 Kippenhahn) — астероїд головного поясу, відкритий 22 серпня 1955 року.
Тіссеранів параметр щодо Юпітера — 3,575.